# Lindenberg (Siegen)
Der Lindenberg ist ein 373,4 m ü. NHN hoher Berg und gleichnamiges, den Berg umgebendes Gebiet im Osten von Siegen in Nordrhein-Westfalen. Der Lindenberg liegt etwa ein Kilometer südöstlich des Stadtzentrums am Siegberg.
Auf dem Gipfel des  Lindenbergs befindet sich das „Katzenplätzchen“, eine private Grünfläche, die durch den Siegerländer Modellsportclub als Fluggelände genutzt wird. Zudem befindet sich am Lindenberg der Bezirksfriedhof und ein alter jüdischer Friedhof sowie seit 2005 auch ein Krematorium. 

## Stadtviertel „Lindenberg“

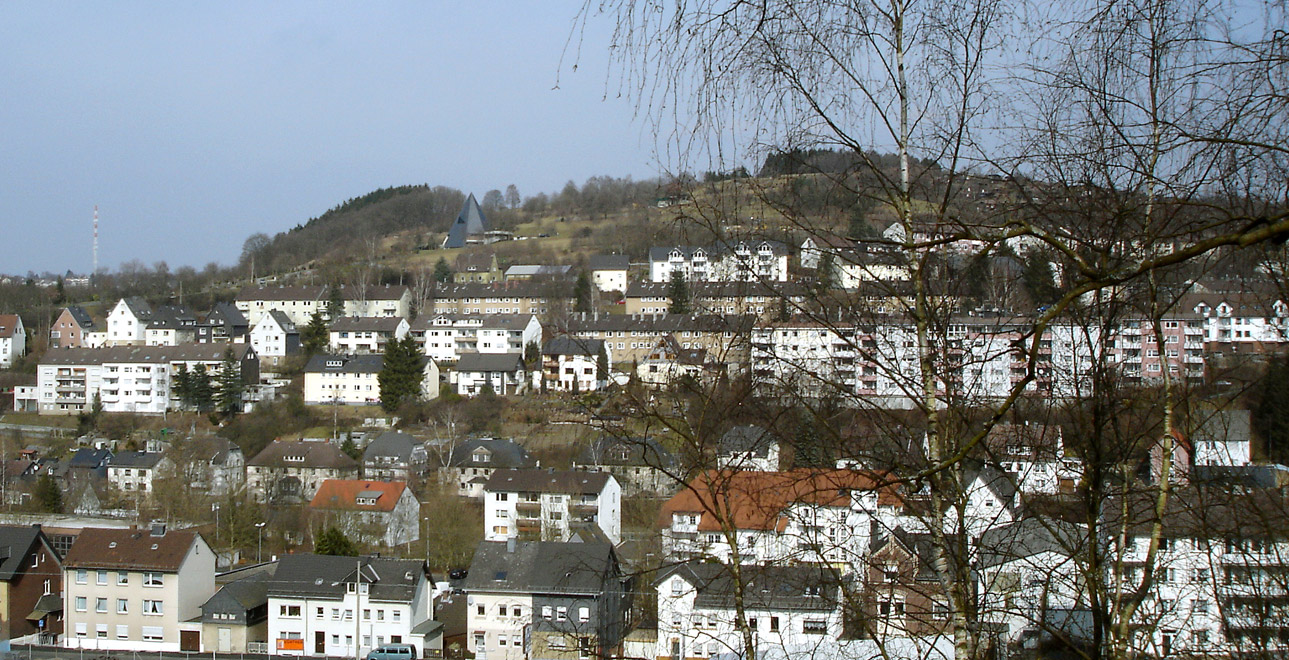
Lindenberg Westseite („Fludersbach“)

Lindenberg Nordseite („Kolonie“), gesehen vom Oberen Schloss

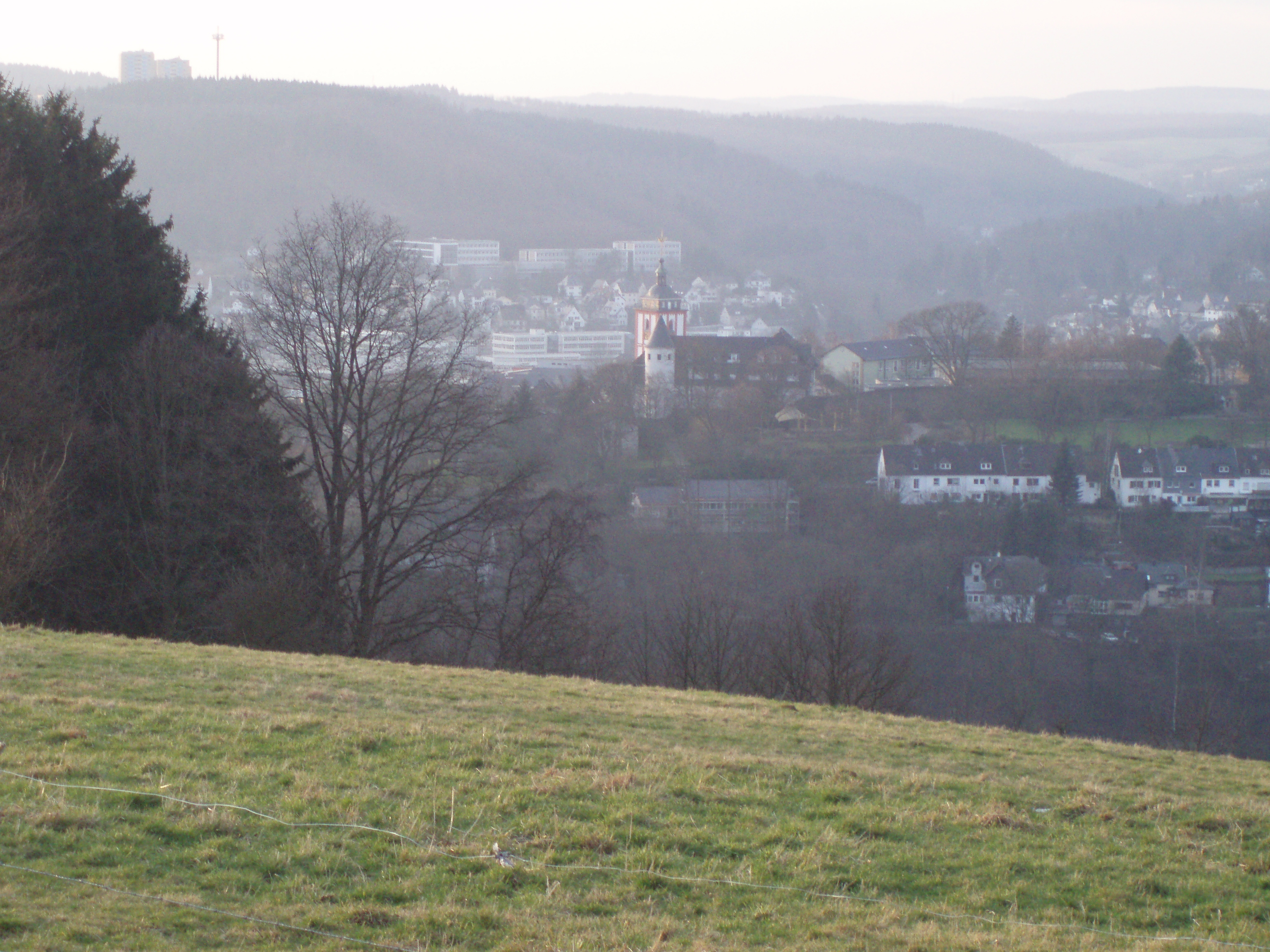
Blick vom Lindenberg auf die Oberstadt

Die nördliche Seite des Lindenberges bezeichnen die Einheimischen als „Kolonie“. Es handelt sich nicht um einen „echten“ Stadtteil der politischen Stadtgliederung, sondern um eine Wohngebietsbezeichnung im Stadtteil Alt-Siegen. 
Zum Stadtviertel Lindenberg gehört auch das Gewerbegebiet Fludersbach. Das Gebiet liegt am Stadtrand von Siegen und grenzt an den Ortsteil Obersdorf der Gemeinde Wilnsdorf.